# 凱爾·布拉迪許
凱爾·愛德華·布拉迪許（英語：Kyle Edward Bradish，1996年9月12日—），為美國職棒大聯盟的投手，目前效力於巴爾的摩金鶯。

## 職業生涯

### 洛杉磯天使
2018年大聯盟選秀，布拉迪許在第四輪被天使選走。2019年，他在高階1A投出6勝7敗，防禦率4.28的成績。

### 巴爾的摩金鶯
2019年12月4日，天使將布拉迪許、Zach Peek、Isaac Mattson和Kyle Brnovich交易到金鶯，換來迪蘭·邦迪。2020年，小聯盟球季因COVID-19疫情肆虐下全面暫停。2021年，布拉迪許從2A開季。他在2A先發3場比賽後就被拉上3A，並在3A拿下5勝5敗，防禦率4.26的成績。
2022年4月29日，布拉迪許登上大聯盟。他先發6局失2分，表現優異。5月10日，他拿下大聯盟首勝。整季他拿下4勝7敗，防禦率4.90。
2023年，他成為金鶯的第四號先發。不過他在第一場先發僅投1.1局就被強襲球打中腳踝退場。後來他拿下12勝7敗，防禦率僅2.83。

## 外部連結
- 凱爾·布拉迪許在美國職棒官網（英语）
- 凱爾·布拉迪許在Baseball-Reference.com（大聯盟）（英语）
- 凱爾·布拉迪許在Baseball-Reference.com（小聯盟以及海外聯盟）（英语）
- 凱爾·布拉迪許在ESPN（MLB）（英语）
- 凱爾·布拉迪許在FanGraphs.com（英语）
- 凱爾·布拉迪許在Retrosheet（英语）
- 凱爾·布拉迪許在The Baseball Cube（英语）